# Oritrophium limnophilum
Oritrophium limnophilum là một loài thực vật có hoa trong họ Cúc. Loài này được (Sch.Bip.) Cuatrec. mô tả khoa học đầu tiên năm 1961.